# غرد روديغر بوين
غرد روديغر بوين (مواليد 1940 في كونيغسبرغ) مستشرق ألماني باحث وخبير قواعد الكتابة القرآنية التاريخية، ودراسة وتفسير المخطوطات القديمة، وهو أيضا متخصص في اللغة العربية الكتابات القديمة . كان محاضرا للغة العربية في جامعة سارلاند ، في ساربروكن , ألمانيا.

## أهم منجزاته
كان جيرد بوين رئيسا لمشروع ترميم موكل من قبل الحكومة اليمنية وقد قضى وقتا طويلا في فحص المخطوطات القرآنية القديمة المكتشفة في صنعاء في اليمن في عام 1972. وقد كشف فحصه عن تسلسل غير شرعي للآيات القرآنية واختلافات في النص وخط نادر من الأملاء يفترق عن النسخ الشرعية اللاحقة. كتبت الآيات بخط عربي حجازي مبكّر وهذا ما يطابق النسخ الأقدم المعروفة من لأجزاء من القرآن. وهنالك أيضا (في المخطوطة)و بشكل واضح صورا للنص كتبت فق صور ممحية أقدم . وما أكده القرآن اليمني هو وجود نص متطور (للقرآن) بدلا من نص ثابت وذلك منذ وفاة محمد عام 632 للميلاد.
لقد نظفت وعوملت و صنفت وصوّرت بصورة مضنية أكثر من 15000 رقّا من القرآن اليمني، كما أن 3500 صورة مكروفلمية قد استنسخت من المخطوطة. توجد بعض ملاحظات بوين الابتدائية عن اكتشافاته في مقاله المعنون ” نتائج فحص لمخطوطات قرآنية مبكرة في صنعاء” والتي قد نشرت في كتاب ” ماذا يقول القرآن حقيقة” لابن الورّاق.

## تقييم القران
يدعم بحث بوين استنتاج جون وانسبرو وتلاميذه أن القرآن الذي نعرفه لا يعود إلى زمن محمد.
في عام 1999 تقتبس مقالة في شهرية أتلانتيك عن جيرد بوين انه قال:
” فكرتي هي أن القران هو نوع من الكوكتيل المصنوع من خلط النصوص والتي لم تكن كلها مفهومة حتى في زمن محمد. العديد منها ربما كانت أقدم بمائة عام من الإسلام نفسه. حتى ضمن التقاليد الإسلامية هنالك كم ضخم من المعلومات المتناقضة، المتضمنة طبقة مسيحية مهمة، ومن الممكن للمرء أن يكوّن تاريخا مناظرا للإسلام منها (المعلومات) إذا شاء. يدعي القرآن لنفسه انه مبين أي واضح، ولكنك إن نظرت إليه ستجد أن بعد كل عبارة رابعة تقريبا، عبارة خامسة لا معنى لها. بالتأكيد، العديد من المسلمين قد يخبروك بالعكس، ولكن الحقيقة هي أن خمس القرآن هو في الواقع غير مفهوم، فإذا كان لا يفهم بالعربية، فهو إذن غير قابل للترجمة. وهذا ما يجعل المسلمين خائفين، فبما أن القرآن يدعي تكرارا انه مبين ولكنه ليس كذلك، أذن هنالك تعارض واضح وجديّ. فهنالك شيء ما مشكل في المسألة”. مع ذلك ففي مقالة اختصاصية سابقة ( بوين، عام 1996), يصف بوين الاختلافات التي وجدها، وعادة ما كانت في تسلسل النص، ويقارنها مع الاختلافات المذكورة سلفا من قبل فقهاء المسلمين.